# Mysz płowa
Mysz płowa (Mus cervicolor) – gatunek myszy występującej w Chinach, Indiach, Kambodży, Laosie, Mjanmie, Nepalu, Tajlandii oraz w Wietnamie.

## Ekologia
Gatunek ten objęty jest kategorią zagrożenia LC (najmniejszej troski).